# 今年的湖畔會很冷
《今年的湖畔會很冷》是一部1983年的台灣愛情文藝片，也是王祖賢的電影處女作，由導演葉金淦執導，出品人為歐瑞雲。敘述女主角若萍葬生在洛茵湖畔，等待投胎的日子遇上了男主角艾明，進而展開一段人鬼之戀。
獲取第20屆金馬獎的最佳攝影獎。

## 外部連結
- 開眼電影網上《今年的湖畔會很冷》的資料（繁體中文）
- 香港影庫上《今年的湖畔會很冷》的資料（繁體中文）
- 華文影史庫上《今年的湖畔會很冷》的資料（繁體中文）
- 互联网电影数据库（IMDb）上《今年的湖畔會很冷》的资料（英文）